# Zaans voetbalkampioenschap
De Zaanstad Cup is een jaarlijks terugkerend voetbaltoernooi voor clubs uit de gemeente Zaanstad in Noord-Holland. Het evenement brengt jeugd-, senioren-, vrouwen- en G-voetbalteams samen in een sportieve afsluiting van het voetbalseizoen. De Zaanstad Cup kent een rijke geschiedenis en een breed deelnemersveld, met verschillende toernooien die tegelijkertijd worden gespeeld.
Geschiedenis
De Zaanstad Cup werd voor het eerst georganiseerd in 1971 als de Zaandam Cup, bedoeld voor voetbalverenigingen uit Zaandam. In 1974 werd het toernooi uitgebreid naar clubs uit de hele gemeente Zaanstad en kreeg het de huidige naam. Na een onderbreking van 28 jaar werd het toernooi in 2021 opnieuw georganiseerd. Sindsdien is het uitgegroeid tot een jaarlijks terugkerend sportevenement voor de hele regio.
Opzet
Het toernooi wordt in juni gehouden en beslaat vijf dagen, doorgaans op het terrein van een van de deelnemende verenigingen. Er worden wedstrijden gespeeld in poulevorm met aansluitend finalewedstrijden. Naast het hoofdtoernooi voor eerste elftallen worden er gelijktijdig meerdere toernooien georganiseerd voor verschillende leeftijds- en doelgroepen.
Toernooien
FEBO Zaanstad Cup
Het hoofdtoernooi voor eerste herenteams en vrouwenteams van Zaanse amateurclubs.
- Huidige kampioen (Heren, 2024): Fortuna Wormerveer
- Huidige kampioen (Vrouwen, 2024): ZVV Zaandijk

Reduzs Zaanstad Girls Cup
Toernooi voor meisjesvoetbal, geïntroduceerd in 2024.
- MO11 (2024): SVA MO11
- MO13 (2024): KFC MO13-1
- Voor de categorieën MO15, MO17 en Vrouwen 30+ zijn de winnaars (2024) niet bekendgemaakt.

123inkt.nl Zaanstad PupCup
Toernooi voor jeugdteams in de categorieën Onder-7 t/m Onder-12.
- Winnaars (2024) per leeftijdscategorie zijn nog niet gepubliceerd.

Zaanstad Helden Cup
Een toernooi voor spelers met een lichamelijke of verstandelijke beperking, geïntroduceerd in 2024.
- Winnaars (2024) zijn nog niet bekendgemaakt.

Organisatie
Het toernooi wordt georganiseerd door de Stichting Zaanstad Cup, in samenwerking met lokale voetbalverenigingen. Elk jaar wordt een andere club gekozen als gastheer. In 2025 vindt het toernooi plaats op het complex van Fortuna Wormerveer.
Media-aandacht
De Zaanstad Cup krijgt aandacht van regionale media zoals De Orkaan en Voetbal Varia Zaanstreek.